# 6310 Янконке
6310 Янконке (6310 Jankonke) — астероїд головного поясу, відкритий 21 травня 1990 року.
Тіссеранів параметр щодо Юпітера — 3,830.